# فورت رایلی
فورت رایلی (به انگلیسی: Fort Riley) یک شهرک در ایالات متحده آمریکا است که در کانزاس واقع شده‌است.